# Commune de Copenhague

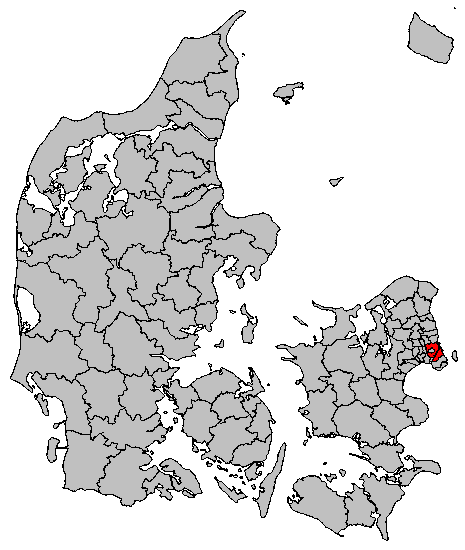
La commune de Copenhague (en rouge).

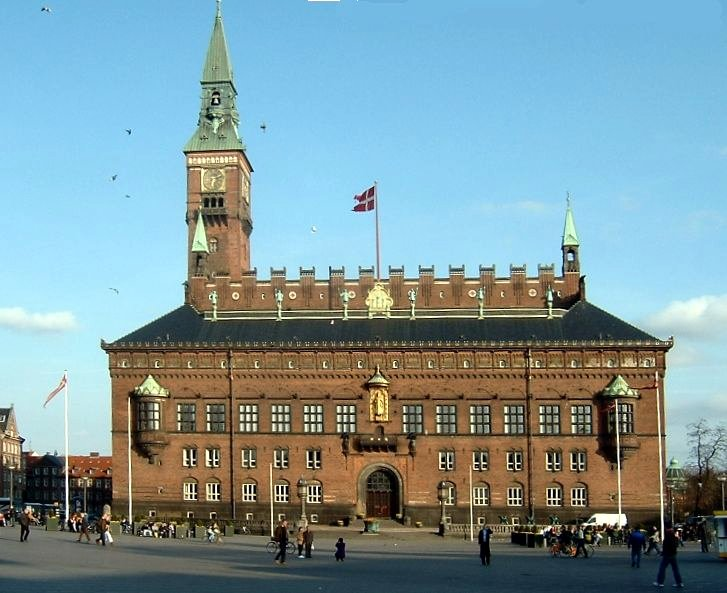
Hôtel de ville de la commune de Copenhague.

La commune de Copenhague (en danois : Københavns Kommune), est la dénomination administrative officielle de la municipalité constituant la ville de Copenhague. Elle fait partie de la région de Hovedstaden depuis la réforme régionale de 2007. Elle est au centre de la Communauté urbaine de Copenhague.

## Caractéristique
La commune de Copenhague forme à la fois une amt du Danemark et une commune distincte de l'amt de Copenhague (en danois : Københavns Amt), qui jusqu'en 2007 formait une entité ne comprenant pas la commune de Copenhague malgré son nom. Depuis le 1er janvier 2007, le Danemark a organisé de nouvelles régions danoises. La commune de Copenhague a perdu ses prérogatives de comté et fait dorénavant partie intégrante de la région de Hovedstaden.
La commune de Copenhague s'étend sur  90,47 km2. Elle est divisée en 10 quartiers administratifs, qui ont souvent des caractères hétérogènes, et qui ne sont donc pas, la plupart du temps, considérés comme de véritables quartiers, mais comme des regroupements informels.
La commune de Copenhague comptait 579 513 habitants lors du recensement de la population effectué en octobre 2014.

## Politique
La commune de Copenhague est dirigée par un conseil communal de 55 membres (Borgerrepræsentation) et par un maire, élus tous les quatre ans. Les deux derniers maires (membres des sociaux-démocrates), sont Ritt Bjerregaard (première femme maire de Copenhague de 2006 à 2009) et l'actuel maire Frank Jensen depuis le 1er janvier 2010.

### Composition du conseil communal depuis 1909[1]
Huit partis politiques ont siégé au sein du conseil communal de Copenhague depuis 1909: les Sociaux-démocrates (A), le Parti social-libéral (B), le Parti populaire conservateur (C), le Parti populaire socialiste (F), l'Alliance libérale (I), le Parti populaire danois (O), le Parti libéral du Danemark (V)  la Liste de l'unité (Ø) et L'Alternative (Å).
| Année | Total | A  | B | C  | F  | I | O | V  | Ø  | Å |
| 1909  | 42    | 20 | 5 | 16 |    |   |   |    |    |   |
| 1912  | 42    | 21 | 4 | 16 |    |   |   |    |    |   |
| 1913  | 55    | 27 | 5 | 22 |    |   |   |    |    |   |
| 1917  | 55    | 30 | 6 | 17 |    |   |   |    |    |   |
| 1921  | 55    | 33 | 4 | 16 |    |   |   | 2  |    |   |
| 1925  | 55    | 31 | 6 | 17 |    |   |   | 1  |    |   |
| 1929  | 55    | 35 | 4 | 16 |    |   |   |    |    |   |
| 1933  | 55    | 35 | 4 | 15 |    |   |   |    |    |   |
| 1937  | 55    | 37 | 5 | 11 |    |   |   |    |    |   |
| 1943  | 55    | 32 | 6 | 15 |    |   |   |    |    |   |
| 1946  | 55    | 27 | 3 | 11 |    |   |   | 2  |    |   |
| 1950  | 55    | 28 | 3 | 12 |    |   |   |    |    |   |
| 1954  | 55    | 32 | 2 | 13 |    |   |   | 1  |    |   |
| 1958  | 55    | 29 | 3 | 14 |    |   |   | 3  |    |   |
| 1962  | 55    | 27 | 2 | 15 | 9  |   |   | 1  |    |   |
| 1966  | 55    | 23 | 2 | 15 | 13 |   |   | 1  |    |   |
| 1970  | 55    | 31 | 5 | 11 | 5  |   |   | 1  |    |   |
| 1974  | 55    | 22 | 3 | 6  | 7  |   |   | 1  |    |   |
| 1978  | 55    | 26 | 1 | 8  | 3  |   |   | 1  |    |   |
| 1981  | 55    | 22 | 3 | 8  | 7  |   |   | 2  |    |   |
| 1985  | 55    | 18 | 1 | 9  | 15 |   |   | 1  |    |   |
| 1989  | 55    | 20 | 1 | 6  | 13 |   |   | 2  |    |   |
| 1993  | 55    | 18 | 3 | 6  | 10 |   |   | 8  | 4  |   |
| 1997  | 55    | 17 | 3 | 5  | 8  |   | 6 | 6  | 7  |   |
| 2001  | 55    | 16 | 5 | 4  | 9  |   | 4 | 11 | 5  |   |
| 2005  | 55    | 21 | 7 | 3  | 7  |   | 3 | 8  | 6  |   |
| 2009  | 55    | 17 | 5 | 4  | 13 |   | 4 | 6  | 6  |   |
| 2013  | 55    | 16 | 6 | 3  | 6  | 2 | 4 | 7  | 11 |   |
| 2017  | 55    | 15 | 5 | 3  | 5  | 2 | 3 | 5  | 11 | 6 |

## Quartiers administratifs
La commune de Copenhague comprend 10 quartiers administratifs, utilisés pour les services statistiques, fiscaux et administratifs. Ils n'ont cependant pas d'autonomie et ne sont pas utilisés pour le maillage électoral tant pour les élections législatives que locales. Il s'agit de : 
- Indre By
- Vesterbro/Kongens Enghave
- Nørrebro
- Østerbro
- Amager Øst
- Amager Vest
- Valby
- Bispebjerg
- Vanløse
- Brønshøj-Husum